# Mastax gestroi
Mastax gestroi é uma espécie de carabídeo da tribo Brachinini, com distribuição na China e Myanmar.